# Sfida a Rio Bravo
Sfida a Rio Bravo (Desafío en Río Bravo) è un film western del 1964 diretto da Tulio Demicheli.

## Trama
Zac Williams è un giovane che sta cercando di diventare il proprietario di tutte le miniere di Rio Bravo, e di sposare Clementine che consentirebbe a vendergli la miniera d'argento ereditata dal padre. Williams non può tollerare il rifiuto della ragazza e, per raggiungere il suo scopo si serve di una banda di fuorilegge messicani capeggiata da Pancho Bogan, per assalire i carichi d'argento provenienti dalla miniera, per costringere Clementine a indebitarsi sempre di più.